# ابن سنان خفاجی
عبدالله بن محمد خفاجی شهرت‌یافته به ابن سنان (۱۰۳۲-۱۰۷۳) شاعر شامی در سدهٔ پنجم هجری بود که به‌ویژه برای برجستگی‌اش در علم بیان شناخته شد. ابن سنان شعرهایی  با انواع مضامین از جمله حماسه‌، حکمت‌، وصف‌ طبیعت‌ و دفاع‌ از مبانى‌ مذهب‌ تشیع‌، اشعاری سرشار از صنایع‌ ادبى‌ سروده‌ است‌.

## زندگی نامه
ابومحمد عبدالله‌ بن‌ محمد بن‌ سِنان‌ خَفاجى‌، تبار او به‌ قبیله خفاجه‌ مى‌رسید که‌ در آغاز سده چهارم قمری از صحرای‌ عربستان‌ و حجاز به‌ شام‌ علیا مهاجرت‌ کردند.
ابن‌سنان‌ در سال ۴۵۳ق‌. از سوی‌ آل‌ مرداس‌ به‌ عنوان‌ سفیر  قسطنطنیه‌ انتخاب شد. در سال ۴۶۵ ق، امیر محمود بن‌ نصر تصمیم گرفت سرپرستى‌ قلعه‌های‌ بزرگ‌ را به‌ بزرگان‌ حلب‌ واگذار کند. به همین دلیل با صلاحدید وزیرش‌ ابن‌ ابى‌ ثریا و تأیید کاتبش‌ ابونصر بن‌ نحّاس‌ که‌ دوست‌ ابن‌ سنان‌ بود، سرپرستى‌ قلعه عَزاز در نزدیکى‌ حلب‌ را که‌ موقعیتى‌ حساس‌ داشت‌، به‌ ابن‌ سنان‌ واگذار کرد.
دو سالى‌ پیش‌ از آن‌، زمانى‌ که‌ امیر محمود به‌ صلاحدید بزرگان قبایل‌ در شوال‌ ۴۶۳ ق. خطبه‌ به‌ نام‌ خلیفه، القائم‌ بأمرالله‌ عباسى‌ خواند، ابن‌ سنان‌ از وی‌ طى‌ّ قصیده‌ای‌ مدح‌ گفت‌. اما عامه مردم‌ حلب‌ از این‌ امر راضى‌ نبودند و چون‌ نخستین‌ خطبه‌ به‌ نام‌ قائم‌ و آلب‌ ارسلان‌ خوانده‌ شد، همه‌ مسجد را ترک‌ گفتند همین‌ مورد سبب شد که‌ ابن‌ سنان‌ از اطاعت‌ امیر محمود در قلعه  عزاز سر بتابد.
امیر محمود با تهدید ابونصر بن‌ نحاس‌  را مجبور به‌ قتل‌ ابن‌ سنان‌ با سم کرد .وفات ابن سنان حدود ۴۶۴ يا ۶۴۳ ق ذکر شده است.